# جينيشيفت
جينيشيفت (بالإنجليزية: Geneshift)‏ هي لعبة فيديو إطلاق نار مقتبسة من جراند ثفت أوتو 2 من تطوير ونشر نيك ناك ستوديو، صدرت في 23 ماي 2017 وتعمل على جهاز ويندوز.